# Music Canada

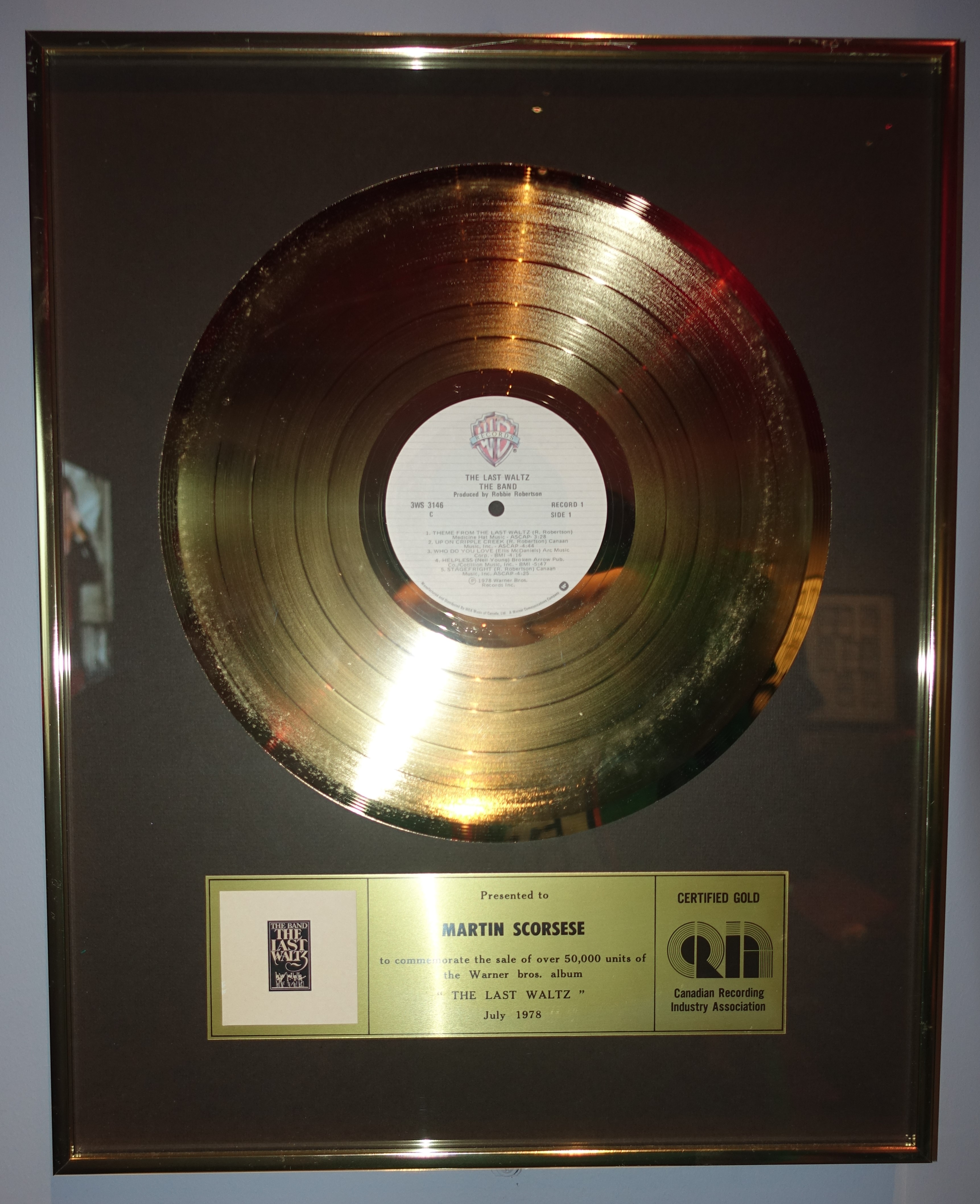
Złota płyta przyznana przez CRIA albumowi The Last Waltz (1978)

Music Canada (MC; dawniej Canadian Recording Industry Association; CRIA) – kanadyjska organizacja non-profit promująca interesy swoich członków, jak i ich partnerów, i artystów, założona w 1963. Członkami organizacji jest kilkanaście wytwórni płytowych m.in. Sony Music (oddział Entertainment Canada), Universal Music Canada i Warner Music Canada. Music Canada współpracuje ściśle ze studiami nagrań, salami i promotorami koncertowymi i menedżerami w promocji i rozwoju klastra muzycznego. MC współpracuje również z innymi organizacjami branżowymi, w celu ograniczenia piractwa medialnego i podrabiania towarów, a także w celu utworzenia wartościowego rynku muzycznego w Kanadzie.
Członkowie MC wykonują wszystkie aspekty przemysłu muzycznego, m.in. wytwarzanie, produkcję, promocję i dystrybucję muzyki. Firmy członkowskie rozwijają i dbają o kanadyjskich wykonawców na świecie. MC zajmuje się też przyznawaniem certyfikatów sprzedaży, tj. złotych i platynowych płyt.
Music Canada jest lokalnym stowarzyszeniem przemysłu muzycznego w Kanadzie wchodzącym w skład International Federation of the Phonographic Industry (IFPI).